# Linnaemya sericeus
Linnaemya sericeus là một loài ruồi trong họ Tachinidae.